# Amailloux
Amailloux är en kommun i departementet Deux-Sèvres i regionen Nouvelle-Aquitaine i västra Frankrike. Kommunen ligger i kantonen Parthenay som tillhör arrondissementet Parthenay. År 2022 hade Amailloux 824 invånare.

## Befolkningsutveckling
Antalet invånare i kommunen Amailloux
| Referens: INSEE |